# 連合国軍占領期後の日本
連合国軍占領期後の日本（れんごうこくぐんせんりょうきごのにほん、にっぽん）の項目では、1952年のサンフランシスコ講和条約施行に伴う日本の連合国軍占領の終了・日本の主権回復から、1989年の昭和天皇崩御にともなう昭和時代の終わりまでの期間を解説する。ほぼ冷戦と55年体制に時期と重なる。
第二次世界大戦で甚大な被害を受けたものの、米国にとって最前線の重要拠点となった日本は、農地改革や労働改革によって戦前に比べて国内市場が広がったこと、有刺鉄線やドラム缶などの補給物資の生産や輸送による特需、そして膨大な駐留米軍の生活消費などの需要の増大も少なからず影響したが、奇跡的な速度で経済が復興し、さらに昭和30年代に続く驚異的な高度経済成長（昭和30年代〜昭和40年代の名目経済成長率が世界1位の15.4%だった。昭和30年度の8兆5000億円だったGNP（国民総生産）は昭和45年度には70兆円となり、15年間に8.5倍以上の規模となり世界第2位の経済大国となる）を遂げるに至る。

## 政治

### 年代別

#### 1952年から1960年代
1952年4月28日、サンフランシスコ講和条約の施行に伴い、日本の連合国軍の占領は終了した。これにより、日本国の主権が回復したが、朝鮮、台湾、樺太やマリアナ諸島などにおける権利は完全に放棄することとなった。この条約は、日本が集団的自衛権を有することを許可していて、吉田茂首相は同日中に、旧日米安保条約に署名した。
日本が完全に主権を回復する前から、政府は公職追放該当者の追放解除を行ってきた。軍事費用や天皇の主権についての議論はまだ続いていて、1952年10月の連合国占領後初の選挙において自由党の権力の減少につながった。そして、1954年、自衛隊が設置された。冷戦や朝鮮戦争も、アメリカ合衆国に影響された経済発展につながった。また、日本を自由主義陣営に入れるために、アメリカは、多岐にわたる大規模な対日文化外交を展開した。
日本国内での政党の解散・結党は続き、1955年11月には保守勢力である自由党と日本民主党が合併し、自由民主党が結成された。その一か月前の10月には、社会党再統一が行われていた。これにより、55年体制が成立した。そして1964年に創価学会を支持団体として公明党が結党され、初出馬の第31回衆議院議員総選挙（1967年）で社会党と民社党に続く野党となった。1975年まで、公明党は社会党と同様に、日米安全保障条約の破棄を主張していた。

#### 1970年代
1972年に内閣総理大臣に就任した田中角栄は、1974年の金脈問題がきっかけとなり、同年12月に総辞職した。そして、約2年後にロッキード事件が明るみに出ると、田中は逮捕、起訴された。しかし、事件の係争中も、田中は自民党の最大派閥（田中派）を率い、数々の内閣を誕生させるなど、1985年に竹下登が派閥を割るまで、「闇将軍」として政界での影響力を持ち続けた。
1970年代後半になると、公明党と民社党は日米安保条約を破棄するという主張を減らすようになった。日米安保条約に強い反対を示していた社会党も、厳格な反軍事的な立場を捨てることを余儀なくされた。反軍事的な主張が減っていく中、1976年11月、自衛隊創設後の日本の防衛費は無限に増え続けるのではないかという国内外の懸念を踏まえ、三木改造内閣によって防衛費1%枠が閣議決定された。
わずか1ヵ月後の同年12月、三木武夫首相の任期満了に伴い、いわゆるロッキード解散が行われ、第34回衆議院議員総選挙が行われた。首相の4年の任期満了に伴う衆議院解散は戦後初であったが、1955年の結党以来、自民党の議席は初めて過半数を割った。

#### 1980年代
1980年6月12日、当時総理大臣であった大平正芳（自民党）が死去した。現職総理の死去は戦後初であった。同年6月22日に行われた初の衆参同時選挙（第12回参議院議員通常選挙・第36回衆議院議員総選挙）では、弔い選挙となった自民党が圧勝し、西村裁定によって鈴木善幸が総理大臣となった。しかし、第一次教科書問題や財政問題に直面し、1982年10月に突然、同年に行われる党総裁選への不出馬を表明した。
鈴木が不出馬を表明した1982年の自民党総裁選では、中曽根康弘が当選し、同年11月に自民党総裁と第71代内閣総理大臣に就任した。中曽根は、田中角栄の全面的な支持を受けていたことから、「田中曽根内閣」などと揶揄されていた。しかし、中曽根内閣の支持率は高く、50%以上に上ることもあった。第2次中曽根内閣が成立するころには、中曽根は国会の中でも強い位置を保持していた。
1983年10月、ロッキード事件被告人の田中角栄元首相に対し、懲役4年、追徴金5億円の判決が下った。田中の判決が出てからわずか1か月後、衆議院が解散され（田中判決解散）自民党は過半数割れしたものの、新自由クラブとの連立を樹立し、第2次中曽根内閣を発足させた。1987年11月の第3次中曽根内閣総辞職の15か月前には、自民党が第38回衆議院議員総選挙にて300席を獲得、圧勝していた。しかし、政府は、バブル景気による地価高騰や、インフレーション、3.2%に上る失業率などの問題に直面した。1987年10月20日、自民党総裁任期の満了を控えた中曽根は次期総裁に同党幹事長の竹下登を指名した（中曽根裁定）。指名した当日、ブラックマンデーの影響で、日経平均株価は過去最大の暴落を起こした。

## 経済
戦後初期は、戦争中に失われた産業の復興にささげられ、電気、石炭、鋼や化学薬品への出資が多くされた。朝鮮戦争の特需もあり、1953年後半ごろには戦前の最高水準を上回り、国民生活も安定していた。軍部に支配された政府の要求から解放された経済は、戦争中での失速からの回復だけでなく、成長率が急上昇し、戦前のそれを上回った（高度経済成長）。1956年に発表された経済白書には、戦後の日本の復興が終わったことを指して『もはや「戦後」ではない』と記述され、流行語にもなった。1960年、池田内閣は、10年間で国民総生産（GNP）を2倍以上に引き上げ、西欧諸国並みの生活水準と完全雇用の実現を目標とする「所得倍増計画」を発表、全国の重工化工業化を図り、日本経済を高度成長の軌道に乗せた。1953年から1965年の間、GDPは年間9%以上、製造業と鉱業は13％、建設業は11％、インフラストラクチャーは12％以上拡大した。所得倍増計画の目標は、発表後7年で達成された。
1964年東京オリンピックの開催のため、東海道新幹線や首都高速道路などのインフラや、国立競技場、日本武道館などの競技施設の整備が必要となり、建設業などに特需を生み出した。特に、開催わずか九日前に運転を開始した東海道新幹線は、世界初の高速鉄道として、戦後の日本の経済と技術の成長を世界に誇示した。近世以来、非西欧諸国において非常に高い教育水準にあったことが、技術革新に貢献した。1968年には、日本最初の超高層ビルである霞が関ビルディング（高さ147m、36階建て）が完成した。このような、「東洋の奇跡」と呼ばれる成長を遂げ、1960年後半、日本は世界第二位の経済大国となった。
1971年、ニクソン・ショックが発生。日本経済の混乱を招き、為替市場が固定相場制から変動相場制に移行するきっかけとなった。
高度経済成長の進展とともに燃料が石炭から石油へ転換するエネルギー革命が開始されて、これまで有力産業の一つであった炭鉱業界の合理化が迫られて1959年（昭和34年）〜1960年（昭和35年）に三井三池争議があった。1973年、第四次中東戦争が勃発し、第一次オイルショックが発生。日本の消費は一層低迷し、大型公共事業が凍結・縮小された。狂乱物価抑制のための総需要抑制策が執行されたが、日本は不況でありながら物価が上昇するスタグフレーションという状態に陥り、高度経済成長は終焉することとなった。田中角栄内閣は石油や天然ガスなど海外からの資源に依存する火力発電から脱却して原子力発電を推進するために、電源開発促進税法・特別会計に関する法律・発電用施設周辺地域整備法の電源三法を成立させた。
アメリカ合衆国の防衛協力などのおかげで、政府は、経済産業省などを通じて、国内での海外企業の営業を制限しながら、海外での日本企業の産業育成を奨励することができ、冷戦中の日本経済の大きな成長に貢献した。1980年までには、車や電子機器など、多くの日本製品が国外に輸出され、日本の産業はアメリカ合衆国に次いで世界2位となった。しかし、1991年に失われた10年に入ると、日本の経済は低迷した。
1940年には、日本での労働組合は政府によって解散させられていた。しかし、戦後日本を占領していた連合国軍は、ニューディール政策に則り、労働組合の復活を支持した。復活した労働組合には共産主義のものも含み、1947年に二・一ゼネストが計画されたが、決行直前に連合国軍最高司令官ダグラス・マッカーサーの指令によって中止となった。1970年代に入ると、日本とアメリカ合衆国両方で、労働組合の参加人数が減少していった。これについては、両国の国民が消費者のライフスタイルを受け入れてゆき、肉体労働から離れられるほどの教育を受けられるようになったためだという説がある。

## 外交関係
日本は、世界経済では中心的な位置を獲得したものの、戦後長く、地球政治に関しては控えめな立場をとっていた。
1950年代、日本は、多数の国との国交の回復や外交関係の修復をしたり、1956年の国際連合加盟などを通じて、国際社会での地位を確立した。戦後の完全な外交関係の変更の一例としては、日独関係があげられる。
1960年には、新日米安保条約が衆議院で強行採決され、もともと行われていた反対運動（安保闘争）の活発化を招いた。6月15日には、全学連のデモ隊が国会議事堂に突入し、東京大学学生の樺美智子が圧死する事態となった。条約が批准された6月23日、岸内閣は混乱の責任を取って、総辞職し、混乱は収まった。
戦後の日本人のアメリカ合衆国に対する見方は、1968年と1972年にそれぞれ改善された。1968年には、小笠原返還協定により、小笠原諸島などの南方諸島が日本に返還された。1972年には、沖縄返還協定により、沖縄が日本に返還された。
戦後、日本は中華民国と国交を復活させ、同国が国共内戦敗戦によって台湾への撤退を余儀なくされた時も、関係を保ち続けた。しかし、ピンポン外交によって、国共内戦に勝利し中国を支配した中華人民共和国と米国の緊張が緩和、1972年にニクソン大統領の中国訪問が実現することとなった。これがきっかけとなり、同年に日中共同声明が発表され、日本は中華人民共和国と国交を結び、同時に中華民国と断交した。
戦後、北方領土の帰属問題について合意に至らなかったため、ソビエト連邦はサンフランシスコ講和会議に参加するも日本国との平和条約への調印を拒否するなど、日本との関係には問題があったが、1956年、日ソ共同宣言が発表され、日本とソ連の国交が回復した。
1972年から1974年の間、田中角栄内閣の下、防衛費を着実に増やし、対米輸出自主規制を受け入れて日米貿易摩擦をいったんは収束させたことで、日本はこれまでより強固だがまだ低姿勢なスタンスを取った。そのうえ、田中内閣は、アメリカ、ソ連、中国などの高官との会談を実施した。しかし、彼がインドネシアやタイへ訪問した際には、デモや暴動が発生した。これは、それらの国における反日感情の現われであった。
アメリカ合衆国と日本の関係を改善するため、中曽根康弘首相とロナルド・レーガン大統領の訪問が数回実施された。中曽根が日本の防衛問題について強い姿勢で臨んだことは、一部の米国の高官に好感を与えたが、日本国内やアジアの隣国には良い印象を与えなかった。そのうえ、彼が憲法9条の改正を呼びかけていたことについては国内ではなく外国でも否定的な反応が見られたが、自衛隊や日米安保条約は徐々に受け入れられるようになっていた。
日本の貿易黒字が増えているのも、当時の日米関係の問題の一つで、第1次中曽根内閣中に過去最高を迎えた。アメリカ合衆国は、日本が円相場を円高にし、市場をもっと開放してアメリカとの貿易を容易にして貿易不均衡を是正するように圧力をかけた。日本政府が主要産業を支援するため、不当な行動を行っていると非難され、日米貿易摩擦が発生した。

### 防衛
この奇蹟の復興は、アメリカの戦略上の必要から国内治安と国土防衛のために微小な規模で警察予備隊（後に自衛隊）を保持したとはいえ、憲法では戦力の保持を禁じていたことにより、完全に国防費負担から解放されているというに等しい財政上の僥倖が大きく寄与している。その反面、日米安保条約と日米地位協定によってアメリカ軍が日本各地に残されており、駐留国負担（後の思いやり予算）の出費も大きく、アメリカ軍犯罪時の裁判や事故などを巡ってトラブルも絶えず生じた。特に沖縄県ではこうした問題がしばしば起こった。また、「核兵器を持たず、作らず、持ち込ませず」という非核三原則が国是とされた一方で、日本政府とアメリカ政府との間で、有事における日本国内への核持ち込みを黙認する密約が結ばれたことも、明らかにされつつある。

## 文化
戦後、特に連合国軍の占領下中、日本の西洋化は進んだ。アメリカの音楽や映画が人気になり、日本と西洋両方の影響を受けたアーティストが増えるようになった。また逆に日本の占領後に帰国した米兵が、格闘技など日本文化を米国に持って帰った。
この期間中、日本は文化の輸出が盛んになった。黒澤明の映画、川端康成や三島由紀夫などの著作が、アメリカやヨーロッパで有名になった。また若者を中心に日本のサブカルチャーが注目され、怪獣映画、アニメ、漫画などの現代的な日本文化が受容されるようになった。

## 講和後・高度経済成長期
米国にとって最前線の重要拠点となった日本は、農地改革や労働改革によって戦前に比べて国内市場が広がったこと、有刺鉄線やドラム缶などの補給物資の生産や輸送による特需、そして膨大な駐留米軍の生活消費など需要の増大も少なからず影響したが、奇跡的な速度で経済が復興し、さらに昭和30年代に続く驚異的な高度経済成長（昭和30年代〜昭和40年代の名目経済成長率が世界1位の15.4%だった。昭和30年度の8兆5000億円だったGNP（国民総生産）は昭和45年度には70兆円となり、15年間に8.5倍以上の規模となり世界第2位の経済大国となる）を遂げるに至る。
都市部には高層ビルが立ち並び、鉄筋コンクリートのアパートや郊外の建売住宅に住む人が急増した。日本中から蒸気機関車が消えて、電車やディーゼルカーが走り回るようになった。主要道路はアスファルトで舗装された。新幹線（東海道新幹線）と高速道路（東名高速道路・名神高速道路）が完成した。平田佐矩（四日市市長）や大野伴睦（自民党の国会議員）などによって東海地方と日本海を結ぶ日本横断運河の建設が計画された。ほぼ全ての家庭にテレビ・電気洗濯機・電気冷蔵庫・電話が普及して、自家用車も珍しくなくなった。デパートやホテルに行ったり、特急列車に乗れば冷房の恩恵を受けられるようになった。パンや肉・ケーキといった洋食や洋菓子も普段食べるようになった。平均寿命は世界有数となり、大学進学率も激増した。そのかわり大都市部では人口過密、農村部では過疎という現象が生じて、公害や交通戦争が社会問題となった。
敗戦直後にはインフレーション（戦後インフレ）に見舞われた。傾斜生産方式 を採用して、ドッジ・ライン（安定恐慌）が起こる。朝鮮戦争勃発で朝鮮特需（特需景気）が起こる。1954年（昭和29年）から高度経済成長が開始されて、ガチャマン景気による繊維産業の好景気があり、好景気と不景気を繰り返しながら日本経済は順調に成長した。1955年（昭和30年）に社会党右派と社会党左派にが再統一された日本社会党と自由党・日本民主党が合同した自由民主党が結成されたことで、55年体制が成立した。

### 戦後経済史の流れ
1. 神武景気。1954年（昭和29年）12月から〜1957年（昭和32年）6月までの好景気を指す。
2. なべ底不況。1957年（昭和32年）7月から〜1958年（昭和33年）6月までの不況を指す。
3. 岩戸景気。1958年（昭和33年）7月から〜1961年（昭和36年）12月までの好景気を指す。
4. 所得倍増計画。1961年（昭和36年）から〜1971年（昭和46年）までの経済計画を指す。
5. オリンピック景気。1962年（昭和37年）11月から〜1964年（昭和39年）10月までの好景気を指す。
6. 証券不況（構造不況）。1964年（昭和39年）11月から〜1965年（昭和40年）10月までの不況の時代。
7. いざなぎ景気。1965年（昭和40年）11月から〜1970年（昭和45年）7月までの好景気を指す。
8. 日本万国博覧会は1970年（昭和45年）の出来事で通称は大阪万博である。
9. ニクソン・ショック（円切上げ） は1971年（昭和46年）の経済ショックを指す。
10. 日本列島改造論（列島改造景気）によって1972年（昭和47年）に大型公共事業とインフレーション（物価上昇）があった[40]。

### 家電ブーム
- 昭和20年代には、以下の家電製品がヒット商品となった。三種の神器と呼ばれ、一般家庭の主婦たちの憧れの的となった。
  1. 白黒テレビ
  2. 電気洗濯機
  3. 電気冷蔵庫（他に炊飯器・掃除機）
- 同時期に三種の神器以外に都市部を中心に普及した家電は以下のようなものがある。
  1. レコードプレイヤー
  2. 電気炊飯器
  3. トースター
  4. 電気コタツ[41]
- 高度経済成長期には「新三種の神器」として以下の家電が「3C」と呼ばれて憧れのヒット商品となった。
  1. カラーテレビ[42]。
  2. クーラー
  3. 自動車（カー）

### 昭和元禄文化
「昭和元禄」と呼ばれ、週刊誌や月刊誌の創刊が目立った。手塚治虫・石ノ森章太郎・藤子不二雄・長谷川町子・水木しげる・赤塚不二夫などの漫画を原作としたアニメなどの作品や黒澤明・円谷英二が映画監督となった邦画などの昭和文化や大衆文化が生まれた。流行歌が普及して美空ひばり・藤山一郎などの歌手や石原裕次郎や渥美清などの俳優がスターとなり芸能界で活躍した。漫画・映画と並んでテレビ放送も普及した。昭和40年代はプロ野球のV9時代であり、大相撲は昭和30年代から昭和50年代にかけて、力道山がプロレスで活躍するなど格闘技人気があった。「巨人・大鵬・卵焼き」などの流行語が誕生した。東海道新幹線開業（1964年〔昭和39年〕）名神高速道路開通（1963年〔昭和38年〕）東京オリンピックの開催（1964年〔昭和39年〕）日本万国博覧会（1970年〔昭和45年〕の大阪万博）の成功によって最高潮を迎えたが、中東戦争がもたらしたオイルショックによって成長が終わる。

### 防衛問題
この奇蹟の復興は、アメリカの戦略上の必要から国内治安と国土防衛のために微小な規模で警察予備隊（後に自衛隊）を保持したとはいえ、憲法では戦力の保持を禁じていたことにより、完全に国防費負担から解放されているというに等しい財政上の僥倖が大きく寄与している。その反面、日米安保条約と日米地位協定によってアメリカ軍が日本各地に残されており、駐留国負担（後の思いやり予算）の出費も大きく、アメリカ軍犯罪時の裁判や事故などを巡ってトラブルも絶えず生じた。特に沖縄県ではこうした問題がしばしば起こった。また、「核兵器を持たず、作らず、持ち込ませず」という非核三原則が国是とされた一方で、日本政府とアメリカ政府との間で、有事における日本国内への核持ち込みを黙認する密約が結ばれたことも、明らかにされつつある。

### 食事
若者の農家離れによって、農民（特に青壮年の男性）が農家から会社員になるようになり、「母ちゃん、爺ちゃん、婆ちゃん」のいわゆる「三ちゃん農業」が急増して、機械化が進んで専業農家より兼業農家の方が多くなった。学校給食がパン食になって育った戦後世代の主食が米からパンとなり、米余りになると減反政策を行い、転作によって小麦の輸入が増加し、その結果日本の食料自給率が低下した。戦後期は捕鯨が盛んで鯨肉が主流の肉食であったが、昭和50年代以降、IWC（国際捕鯨委員会）で商業捕鯨が禁止されたことによって牛肉・豚肉・鶏肉が主流の肉食となった。高度経済成長期に調理の熱源が薪や炭から電気・ガスに変わった。昭和30年に東京芝浦電気が電気炊飯器を発売したことが発端となり、竈などを使用する炊飯方法から炊飯器を使用したものに変化した(当時は電気炊飯器とガス炊飯器がほぼ互角だった)。炊飯の調理から副食中心の料理に主婦の仕事が変化した。ガスコンロの普及で洋食や中華料理の調理が容易となった。昭和40年代の冷蔵庫の普及で生鮮食品が登場した。昭和35年ごろから米の消費量が減少してパン・麺類・肉・乳製品・魚介類・野菜の消費量が増加した。昭和42年から米余りになり昭和45年から米の生産調整が実施された、昭和40年頃に日清食品のインスタントラーメンなどインスタント食品が多数開発された。昭和43年には初のレトルト食品、昭和46年にはカップ麺が開発された。昭和45年以降ファーストフード店やファミリーレストランやコンビニエンスストアが普及した。ラーメンやコーヒーやコロッケやハンバーグが国民食となった。

### 住宅医療などの生活問題
戦後の住宅事情は、戦災による住宅焼失と復員や引揚げによる人口増加で住宅が不足する住宅難となっていた。1950年（昭和25年）には、持ち家建設を支援するために住宅金融公庫が創設された。1951年（昭和26年）には田中角栄を中心とする議員立法で地方自治体が住宅を建設する公営住宅法が成立した。1955年（昭和30年）には、第2次鳩山一郎内閣によって日本住宅公団が創設された。昭和31年から昭和33年頃にかけてアジア風邪が流行したが厚生省が創設された影響で国民の医療条件が改善された。戦後期に死亡要因1位が結核から癌になり、日本は1年間の死亡者が急減する少死社会になった。高度経済成長期には、昭和一桁世代の夫婦2人と新人類世代の子供2人の合計4人の家が平均家族モデルとなった。ダイニングキッチンと和室2つと水洗トイレが完備された団地で洋風生活をする団地族が出現した。都市部では銭湯が多かったが下町の銭湯が減少した。

### 女性史
1948年（昭和23年）に優生保護法が成立して人工妊娠中絶が合法化された。民法が改正されて遺産相続が男女平等となった。参政権を獲得した女性が、更なる地位向上を目指して女性解放運動が活発化した。1970年（昭和45年）にウーマンリブ運動が開始されたことに続いて、1975年（昭和50年）が国際婦人年とされて女性の地位向上が人類的な課題となった。1956年（昭和31年）に売春防止法が成立、1958年（昭和33年）4月1日にはが施行され公娼制度が完全に廃止、赤線が消滅した。1947年（昭和22年）10月26日の刑法の改正で姦通罪が廃止された。1947年（昭和22年）には民法の大幅な改正で家制度が廃止された。昭和20年代に主流だった産婆の補助による出産から、昭和30年代には産婦人科での出産が増加した。
ファッション面では、パンティーやブラジャーなどの洋風下着類やナプキンやタンポンなどの生理用品が普及した。昭和30年代にアッパッパと呼ばれる筒型のワンピースが普及した。昭和40年代には団塊の世代の女性を中心にミニスカートブームがあり、スカートや着物以外に女性がズボンを着用することが公認された。女性が肌を露出する水着の着用が認知されて、若い女性の間で水着が普及した。髪型ではショートカットが社会的に認知されて、化粧品や美容院・美容整形などの女性ビジネスが普及した。
生活面では、昭和30年代にミシンが普及して経済面では個人店や百貨店主流のショッピングから主婦が買い物しやすいスーパーマーケットが普及した。男女平等や高学歴化が進んでいなかった戦後世代の昭和一桁世代からしらけ世代の女性は、夫がサラリーマンで子供が平均2人の家族が平均的なモデル家庭とされた。戦後世代の女性は専業主婦が主流だった。高等教育を受ける女性が急増した新人類世代以降の20代の高学歴女性ではOLが増加するなどの変化があった。

### 金の卵の時代
急速な高度経済成長に合わせて高齢化の進行と乳児死亡率など病死の減少が進み、都市の人口の急増が進んで日本の人口はさらに増加した。戦後すぐの第1次ベビーブームを経て、昭和40年代には日本の総人口がついに1億人を超えた。ベビーブームで生まれた世代は団塊の世代と呼ばれ、戦争を知らず、その膨大な世代人口の中で勝ち残るための競争に身を捧げることになり、自己主張はどの世代よりも激しくなった。地方出身者は口減らしのために都市部へ集団で送り込まれ（集団就職）、彼らは「金の卵」と呼ばれ、集団就職列車も運行された。都市部の中小企業に就職したかれらの豊富な労働力が日本経済を支えた。

### 左翼運動
一方、都市出身者や金銭的に余裕のある者は高校と大学へ進学して、高等教育の大衆化が進んだ。「60年安保」では国会議事堂にデモ隊が集結し岸内閣退陣運動があった。1960年代（昭和35年）頃に浅沼稲次郎暗殺事件など暴力事件による右翼テロが相次いだ。1970年（昭和45年）の70年安保闘争をピークとする左翼運動の高潮があり、文化大革命、公民権運動、ベトナム戦争反対闘争、五月革命などと軌を一にしていた。全共闘世代と言われる若者たちの一部は、「既成左翼」（日本共産党および日本社会党）の平和革命路線に反発した新左翼運動に身を投じ、機動隊や日本共産党系、右翼系の若者と衝突を繰り返した。
1970年代、日本の学生運動の挫折を経て、新左翼運動は孤立化し、日本赤軍・連合赤軍・よど号グループなど過激化して内ゲバや一般市民を巻き込む日本赤軍事件・あさま山荘事件・成田空港管制塔占拠事件・連続企業爆破事件・よど号ハイジャック事件などのテロ活動へと向かっていった。彼らの起こした数々の事件は、それまで比較的同情的な面もあった世論の反発を引き起こした。若者たちの多くも東大紛争が失敗に終わると過激化した学生運動から距離を置くようになり、都市部の市民の多くは支持政党を持たない無党派層となった。

### 社会問題（公害・福祉・交通戦争）
昭和30年代には、国民皆保険体制が整備されて、高度経済成長の弊害として、4つの公害裁判となった公害病を指す『四大公害病』と言う言葉が誕生した。 昭和30年代から50年頃にかけて三重県四日市市で発生した四日市ぜんそく（別名は塩浜ぜんそく・四日市公害）・神奈川県川崎市で発生した川崎公害（主な公害病名は川崎ぜんそく）など工業地帯や都市部での大気汚染が深刻化した。熊本県水俣市で発生した水俣病（別名は熊本水俣病）・新潟県阿賀野川流域で発生した新潟水俣病（別名は第二水俣病・阿賀野川水銀中毒）などの水銀中毒が発生し、また、富山県神通川流域で発生したイタイイタイ病も問題化した。深刻な公害に対応するために公害対策基本法が成立した。鉄道中心の交通から自動車中心の社会となり日本国有鉄道はローカル線を中心に赤字経営となった。昭和30年代から昭和40年代にかけて鉄道の電化工事が行われて、蒸気機関車が全廃された。モータリゼーションにより交通事故による死者が激増して、交通戦争と 言われるようになった。こうした時代状況で野党は、日本社会党や日本共産党が社会主義革命を唱える労働者政党から都会住民を支持基盤とする革新政党に変化して、中道政治を唱える民社党や創価学会を支持基盤とする公明党は都市部で支持者を増やして、労働者の地位向上や公害対策や高齢者などの福祉政策に積極的に取り組んだ。野党は昭和40年代に主婦層や商工業者、サラリーマンなどの都市住民に支持を広げた。大企業優先の成長路線だった自由民主党も、佐藤栄作首相の強力なイニシアチブの下、1971年（昭和46年）に環境庁を新設した。

### 日本復帰
臨時北部南西諸島政庁が設置されていた南西諸島地域は、1952年（昭和27年）2月10日にトカラ列島が、奄美群島が1953年（昭和28年）に12月25日アメリカから日本に返還された。1968年（昭和43年）6月28日に南方諸島及びその他の諸島に関する日本国とアメリカ合衆国との間の協定により小笠原諸島が返還された。1972年（昭和47年）5月15日に、琉球政府が設置されていた沖縄県が日本に復帰した。県民の祖国復帰運動が実った結果だが、沖縄のアメリカ軍基地がそのまま残されたことは後に禍根を残した。

### エネルギー問題
高度経済成長の進展とともに燃料が石炭から石油へ転換するエネルギー革命が開始されて、これまで有力産業の一つであった炭鉱業界の合理化が迫られて1959年（昭和34年）〜1960年（昭和35年）に三井三池争議があった。1973年（昭和48年）の第一次オイルショック（石油危機）に伴い、狂乱物価抑制のための総需要抑制策が執行されて、高度経済成長は終焉することとなった。田中角栄内閣は石油や天然ガスなど海外からの資源に依存する火力発電から脱却して原子力発電を推進するために、電源開発促進税法・特別会計に関する法律・発電用施設周辺地域整備法の電源三法を成立させた。

## 安定成長期とその後のバブル景気
高度経済成長により日本は、過剰人口問題を解決して国民の生活は有史以来初めてといえる豊かさになった。2度のオイルショック後の急激なインフレーション（狂乱物価）と不況は短期間で終わり、素材産業など一部の重厚長大産業は没落したが、省エネルギー化を推進して、ハイテク産業・サービス業が成長して、安定成長へと順調に移行することができた。欧米諸国がスタグフレーションに苦しむ中、自動車や電化製品の生産を激増させ、集中豪雨的な海外輸出の拡大によって貿易黒字は増大の一途を辿り、ついに日本の経済は昭和40年代にソ連・西ドイツを抜き世界第2位の経済大国となった。1980年（昭和55年）には、戦後わずか30数年にしてGNPレベルではアメリカ合衆国の経済に次ぐ規模を持うようになり、国民の生活レベルは一億総中流と呼ばれた。この間、コンビニ・ウォークマン・カラオケが普及して、日米貿易摩擦が問題となった。日本の人口の増加は戦後急速に進んでいたが、団塊の世代（特に女性）の結婚が増加した影響で（昭和46年度〜昭和49年度）に第2次ベビーブームが発生したのが日本の人口構造の転換点となった。出生数が一時的に増加した直後の1975年（昭和50年）以降はしらけ世代の女性の未婚率の上昇で出生率が2人を下回った。昭和50年代から日本国は少子高齢化社会へと移行していく。

### 公共事業によるケインズ政策の実施
都市部の人口流入と農村部の人口減少が続き過疎と過密が社会問題となった。昭和40年代には、大都市部を中心に革新勢力が台頭して、社会党と共産党の革新統一のための協定が結ばれ、東京都の美濃部亮吉を初めとして、京都府・大阪府・神奈川県などの主要地方自治体で続々革新自治体が生まれた。中でも京都府では、蜷川虎三が7期28年にわたり知事を務めた。こうした中、保守勢力（自由民主党）は三大都市圏や太平洋ベルトの工業地域で深刻化した過密と農村部で深刻化した過疎の人口問題や地域格差の解決と、革新勢力への対抗のため、都市部のインフラ整備を急ぐとともに、農村部にも道路や圃場整備などの公共事業投資を増加させ、農村部の保守層からの支持を取り付ける利益誘導政策を行った。社会保障面でも、1961年（昭和36年）に国民皆保険が実現して、1973年（昭和48年）には老人医療自己負担無料化が実現して、本格的な福祉国家実現への機運が高まった。こうしてGDPの約1割を占めるほどに膨れ上がった公共事業投資と高齢化に伴い増加した社会保障投資は、財政悪化の主な要因となった。

### 派閥政治と保革の対立
1972年（昭和47年）には、日本列島改造論を唱えた田中角栄内閣が成立した。ロッキード事件を経て、三角大福中の自由民主党の派閥争い の時代となった。保革伯仲国会で中道政党（公明党・民社党）と革新政党（日本社会党・日本共産党）が勢力を伸ばす中、田中角栄が「闇将軍」として君臨した。1976年（昭和51年）以降は自由民主党出身の政治改革派が分離した新自由クラブや日本社会党から構造改革派が分離した社会民主連合などの議員数が少数の新党が結成された。昭和30年代の自由民主党と日本社会党の保守・革新の二大政党制の時代から、昭和40年代から昭和50年代にかけて中道政党や都市型新党が勢力を伸ばして多党化が進んだ。1980年（昭和55年）のハプニング解散による衆参同日選挙で自由民主党が大勝して社共共闘が消滅したこともあり、保守勢力の巻き返しが顕著となる。昭和50年代になり政治的な思想面では靖国神社問題や歴史教科書問題で右翼と左翼の対立が激化して、赤報隊事件などの右翼によるテロ事件が起きた。昭和22年の時点で元号が法制度上廃止されていたが昭和元号の使用普及率は高い状態だった。1947年から1979年までの期間は昭和が慣習として広く国民全体に普及していただけで法制上の根拠が不明確な状態だったので、左翼の間で元号廃止の動きがあった。元号に法的根拠を与えるために1979年（昭和54年）6月6日に大平内閣が元号法を成立させて、改元の法的準備ができた。元号法は同6月12日に公布、即日施行された。

### 芸能史
芸能界のニュースが注目されて、昭和50年代に森昌子・桜田淳子・山口百恵の花の中三トリオやキャンディーズ・ピンクレディー・松田聖子などの芸能人が国民の間で話題となった。バブル景気が始まった昭和60年代にはおにゃん子クラブなどのアイドルブームがあった。

### 教育問題
教育面では、受験競争・偏差値教育・学歴社会・管理教育が進行して、1986年（昭和61年）の中野富士見中学いじめ自殺事件で注目されたいじめによる自殺問題・少年犯罪・非行などの教育問題がマスコミから非難された。経済界の要望で高専設置の教育改革と、詰め込み教育から個性重視教育への転換とゆとり教育の必要性が盛んに唱えられた。ゲームセンターや任天堂のテレビゲーム機「ファミリーコンピュータ」などのコンピュータゲームもしばしば問題視された。

### 新自由主義への移行とバブル時代
鈴木内閣から中曽根内閣時代に行政改革が叫ばれて臨調が設置された。中曽根内閣の行革路線を皮切りに、老人医療の無料化制度を廃止するなどの福祉の縮小が行われた。三公社民営化（日本専売公社 → 日本たばこ産業 。日本国有鉄道 → 日本国有鉄道清算事業団とJRグループ。日本電信電話公社 → NTTグループ）と消費税導入計画が構想されて、野党の猛反対があったが、1988年（昭和63年）に消費税法案が可決した。福祉国家路線は見直されて新自由主義路線へと舵が切られた。イギリスのサッチャリズム、アメリカのレーガノミクス、東側諸国のペレストロイカや改革開放政策、そしてアジアNIEs諸国の躍進などの世界経済の大転換期の中で、日本の経済はプラザ合意を発端とする円高の進行で日本銀行による円高不況対策が行われて内需拡大が続くバブル景気に突入した。1986年（昭和61年）に男女雇用機会均等法が執行されて、昭和60年代に女性の社会進出が進んだ。学生は就職売り手市場でありバブル世代と呼ばれた。好景気の中、昭和の時代は平成へと移り変わり、冷戦の終結を迎える。

## 略年表

### 昭和中期（終戦後と高度経済成長期まで）の年表
1951年（昭和26年）
サンフランシスコ講和条約、日本国とアメリカ合衆国との間の安全保障条約調印。ラジオの民間放送が開始。
1952年（昭和27年）
トカラ列島が本土復帰。日米行政協定が締結される。李承晩ラインが引かれる。4月28日に日本国との平和条約が発効、主権回復。インドと平和回復（後にインドネシア・ビルマも平和条約締結）。
1953年（昭和28年）
テレビ本放送開始。力道山らが日本プロレスを設立、プロレスブーム到来。奄美群島が本土復帰。韓国に竹島が占拠される。
1954年（昭和29年）
1月2日二重橋事件。3月1日にビキニ環礁で水爆実験が行われ、第五福竜丸の乗組員が被曝。洞爺丸事故。自衛隊創設。
1955年（昭和30年）
自由党と日本民主党が合同して自由民主党、右派と左派が合併した日本社会党の成立（55年体制、保守合同・社会党再統一）。神武景気。原子力基本法成立。紫雲丸事故。トヨタ・クラウン発売開始。
1956年（昭和31年）
原子力委員会設置。日本原子力研究所設置。ソビエト連邦と国交回復、日ソ共同宣言。国際連合加入。
1957年（昭和32年）
なべ底不況。科学技術庁設置。五千円紙幣#C号券発行。
1958年（昭和33年）
岩戸景気。東京タワーが竣工。長嶋茂雄が読売巨人軍へ入団。一万円紙幣#C号券発行。南海丸遭難事故。チキンラーメン発売開始。スバル・360発売。
1959年（昭和34年）
4月10日に皇太子明仁親王（後の第125代天皇）が正田美智子と結婚（ミッチー・ブーム）。王貞治が読売巨人軍に入団。伊勢湾台風発生。新潟日赤センター爆破未遂事件。
1960年（昭和35年）
2月23日に浩宮徳仁親王（後の天皇）誕生。6月19日に（新）日米安全保障条約改定発効。その反対勢力による安保闘争起こる。7月19日、池田勇人内閣発足し『所得倍増計画』を打ち出す。浅沼稲次郎暗殺事件。
1961年（昭和36年）
農業基本法制定。嶋中事件。
1962年（昭和37年）
オリンピック景気。三河島事故。司馬遼太郎『竜馬がゆく』連載開始（同41年完結）。
1963年（昭和38年）
日本初の原子力発電所、東海発電所稼働。日本初の30分テレビアニメシリーズ『鉄腕アトム』の放映開始。
1964年（昭和39年）
名神高速道路・首都高速道路、そして世界初の高速鉄道である東海道新幹線開通。10月10日-10月24日、東京オリンピック開催。
1965年（昭和40年）
日韓基本条約調印。証券不況（構造不況）。朝永振一郎がノーベル物理学賞受賞。
1966年（昭和41年）
日本の総人口が1億人を突破。いざなぎ景気。ビートルズ来日（前座をザ・ドリフターズが務める）。三里塚闘争開始。
1967年（昭和42年）
初の建国記念の日の適用。公害対策基本法公布。四日市ぜんそく裁判が提訴される。
1968年（昭和43年）
革新政党などの反対の中、佐世保基地にエンタープライズが直航、佐世保エンタープライズ寄港阻止闘争発生。イタイイタイ病が公害病として認定。小笠原返還協定により、小笠原諸島などの南方諸島が返還される。川端康成が日本人初のノーベル文学賞受賞。東京都府中市で、三億円事件発生。漫画『ゴルゴ13』の連載開始。
1969年（昭和44年）
テレビアニメ『サザエさん』の放映開始。お笑い番組『8時だョ！全員集合』の放送開始。東名高速道路全線開通。東大安田講堂事件発生。日本の佐藤栄作首相とアメリカのリチャード・ニクソン大統領が面会。
1970年（昭和45年）
3月14日-9月13日に日本万国博覧会（大阪万博）開催。よど号ハイジャック事件。三島事件。

### 昭和後期（ポスト高度経済成長期からバブルまで）の年表
1971年（昭和46年）
7月1日に環境庁設置。ニクソン・ショック。カップヌードル発売。円が変動相場制になり、日本の好景気に一時的な不況をもたらす。
1972年（昭和47年）
札幌オリンピック開催。あさま山荘事件。山陽新幹線の新大阪駅-岡山駅間が開通。テルアビブ空港乱射事件。千日デパート火災。沖縄返還協定により、沖縄（琉球諸島及び大東諸島）の施政権がアメリカ合衆国から日本に復帰する（沖縄返還）。奈良県明日香村にある高松塚古墳で、極彩色の壁画が発見される。
1973年（昭和48年）
中東戦争による第一次オイルショック。金大中事件。大洋デパート火災。日本がG5（現在のG7）の一部となる。日本列島改造論。日本国政府と中華人民共和国政府の共同声明（日中共同声明、台湾断交）。アントニオ猪木が新日本プロレスを、ジャイアント馬場が全日本プロレスをそれぞれ設立。
1974年（昭和49年）
連続企業爆破事件。田中金脈問題。セブン-イレブン日本第1号店開店。
1975年（昭和50年）
3月10日に山陽新幹線の岡山駅-博多駅間が開通。沖縄国際海洋博覧会開催。
1976年（昭和51年）
ロッキード事件。王貞治がベーブ・ルースの本塁打記録を抜く。
1977年（昭和52年）
北朝鮮による日本人拉致問題が盛んになる。王貞治#本塁打：ハンク・アーロンの本塁打記録を抜き世界一となる。ダッカ日航機ハイジャック事件。
1978年（昭和53年）
日中平和友好条約調印。新東京国際空港（現・成田国際空港）開港。第一回隅田川花火大会。
1979年（昭和54年）
イランイスラム革命による第二次オイルショック。テレビアニメ『ドラえもん』（第2期）の放送開始。東京サミット。インベーダーゲームが流行。日本坂トンネル火災事故。元号法成立。
1980年（昭和55年）
ハプニング解散。大平正芳が急死。原宿で竹の子族が出現。新宿西口バス放火事件。年間自動車生産数が千万台を超え、日本がアメリカに次ぐ自動車生産国となる。読売ジャイアンツの王貞治引退。
1981年（昭和56年）
中国残留孤児が初来日する。建築基準法の施行令改正（新しい耐震基準）。神戸ポートアイランド博覧会。福井謙一がアジア人初のノーベル化学賞受賞。
1982年（昭和57年）
ホテルニュージャパン火災。東北新幹線（大宮駅-盛岡駅間）、上越新幹線（大宮駅-新潟駅間）開通。3月18日に川崎公害裁判が開始。
1983年（昭和58年）
東京ディズニーランド開園。日本海中部地震発生。おしんブーム。任天堂のテレビゲーム機「ファミリーコンピュータ」誕生。三宅島の雄山が噴火。奈良県明日香村にあるキトラ古墳の石室内の彩色壁画に玄武が発見される。ロッキード事件の裁判で、田中角栄元首相に対し、懲役4年、追徴金5億円の有罪判決が下る。
1984年（昭和59年）
グリコ・森永事件が発生。新しい紙幣が発表され、一万円札の表面は福沢諭吉、 五千円札の表面は新渡戸稲造、そして千円札の表面は夏目漱石に変更された。高円宮家創設。
1985年（昭和60年）
AIDSの患者が初めて公的に認知される。東北新幹線と上越新幹線・大宮駅-上野駅間が開通。4月1日、日本電信電話公社・日本専売公社が民営化されて、日本電信電話（NTT）・日本たばこ産業（JT）が発足。つくば科学博開催。8月12日、日本航空123便墜落事故が発生し、乗客乗員524人中520人死亡で、単独機の航空事故の死亡者数として世界最多を記録。G5でプラザ合意（昭和60年の円高不況）。任天堂ゲームソフト『スーパーマリオブラザーズ』発売、爆発的なヒットとなる。
1986年（昭和61年）
男女雇用機会均等法執行。東京サミット開催。日本社会党の土井たか子が議会政党としては日本初の女性党首に就任。伊豆大島の三原山が噴火したが、住民は先に避難していた。
1987年（昭和62年）
バブル景気（平成景気）が本格化。国鉄分割民営化で国鉄が民主化し、JRグループが発足され、JRとして七つの会社に分かれる。石原裕次郎死去。
1988年（昭和63年）
青函トンネル、瀬戸大橋が開業。リクルート事件が問題化。テレビアニメ『それいけ!アンパンマン』の放映開始。海上自衛隊のなだしお潜水艦が、遊漁船の第一富士丸と衝突し、遊漁船が沈没（なだしお事件）。
1989年（昭和64年/平成元年）
女子高生コンクリート詰め殺人事件（発覚は1989年 (平成元年)3月）。1月7日に昭和天皇が崩御し、皇太子明仁親王の第125代天皇即位に伴い、翌8日に平成と改元される。